# 汉魏许都故城
汉魏许都故城又称张潘故城，位于河南省许昌市中心东南18公里处的建安区古城村旁。2013年5月，被中国国务院列入第七批全国重点文物保护单位名单中。

## 简介
故城分为外城、内城，外城遗址目前依稀可见，宛如游龙，外城的范围包括许昌县张潘镇的营王村、任庄村、古城村、门道张村、吴庄、刘庄、焦庄、董庄等；内城在外城东南方向，呈正方形，内城包括盆李南村、北村等，面积约1.44平方公里，高出地面3米，轮廓较为分明。内城的土城墙有一小部分尚存，大部分已夷为耕地。
内城的西南方有一处著名的高台——毓秀台，是汉献帝率百官祭祀天地的地方，台上有天爷殿、天王殿、东西厢房、山门等建筑。在故城遗址内很多建筑已不复存在，但毓秀台仍耸立着，为珍贵的遗迹。
1980年，故城遗址被许昌县政府列为县级文物保护单位；1986年又被河南省政府列为省级文物保护单位。

## 参观
景区免费参观，主要看点有汉末皇城遗址，汉献帝祭天的毓秀台，汉砖汉瓦、汉井、汉磨等古文物。自驾车可沿许昌市东城区学院路，行至与S237交叉口左转，再沿S237向东16公里路南即到。
| 前任者： 長安 | 中國首都 196年－221年 | 繼任者： 雒阳 |